# Pascal Andres

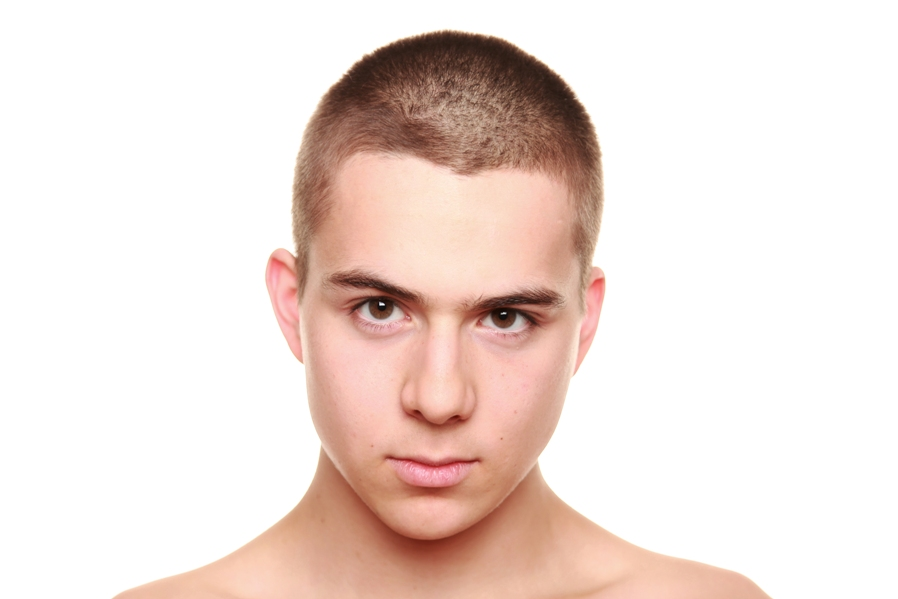
Pascal Andres (2010)

Pascal Andres (* 11. Juni 1993 in Berlin) ist ein deutscher Kino-, Fernseh- und Theaterschauspieler.
Zu sehen war er bisher in Produktionen wie Die Rote Zora (2008) an der Seite von Mario Adorf, Die Frau des Heimkehrers (2006), SOKO Leipzig – Episode Kriegstage (2011) und Liebe macht sexy (2009). Er ist der ältere Bruder des ebenfalls als Schauspieler tätigen Luka Andres.

## Biografie
Pascal Andres wurde 1993 in Berlin geboren. Auf Reisen mit seiner Familie – beispielsweise nach Indonesien, Indien und in die USA – lernte er früh Englisch und besuchte in seiner Heimatstadt Berlin eine bilinguale internationale Schule. Er spielte Kindertheater und wurde im Jahr 2000 vom renommierten Film- und Fernsehregisseur Bernd Böhlich für die Rolle des Axel jr. in Der Verleger (ARD) entdeckt. Nach den Dreharbeiten für diesen Fernsehfilm wurde er in einer Kinder- und Jugendschauspieler-Agentur aufgenommen. Daraufhin folgten – neben seinem normalen Schulalltag – über die Jahre zahlreiche Film- und Fernsehproduktionen, die ihn auch nach Frankreich, Namibia und Montenegro führten. Beim European Film Award 2003 überreichte er zusammen mit Jeanne Moreau den Preis in der Kategorie „Bester männlicher Schauspieler“ an Daniel Brühl. Immer wieder spielte er auch Theater und drehte einige Werbespots. Seine Leidenschaft für das Schauspielen möchte er zukünftig zum Beruf machen.
Schon früh lag sein Interesse ebenfalls im Bereich der Musik, so musizierte er schon in jungen Jahren mit Christoph Schneider (Rammstein). Aktuell arbeitet Andres gemeinsam mit seinem Bruder am Musikprojekt „Andres“, das sich auf das Covern von populärer Musik spezialisiert hat. Bei Darbietungen von Rihanna bis Rammstein inszeniert sich Andres als Multiinstrumentalist.

## Filmografie (Auswahl)
- 2001: Gefühle im Sturm (Fernsehfilm), Rolle: Philip
- 2001: Der Verleger (Fernsehfilm), Rolle: Axel jr. / Aggelli
- 2002: Klinikum Berlin Mitte (Fernsehserie – Folge Nachtschicht), Rolle: Thomas Schrader
- 2002: Die Cleveren (Fernsehserie – Folge Todesspiel), Rolle: Timmie Peik
- 2002: Bumerang (Studenten-Abschlussfilm), Rolle: Ben
- 2003: Ein Zwilling ist nicht genug (Fernsehfilm), Rolle: Jonas
- 2003: Unser Charly (Fernsehserie), Rolle: Gregor Waldner
- 2003: Postcard from Berlin (Kurzfilm für den European Film Award 2003), Rolle: Erzähler + div. Rollen
- 2004: Der Kleine, der Große (Abschlussfilm für die Dffb), Rolle: Josh
- 2005: Rohtenburg, aka Grimm Love (Kinofilm), Rolle: Young Simon
- 2006: Die Frau des Heimkehrers (Fernsehfilm), Rolle: Peter Rombach
- 2006: Die Familienanwältin (Fernsehserie – Folge Familienbande), Rolle: Max Beckmann
- 2006: Zwei Engel für Amor (Fernsehserie – 1 Folge)
- 2006: Folge deinem Herzen (Fernsehfilm), Rolle: Neo
- 2008: Afrika im Herzen (Fernsehfilm), Rolle: Neo
- 2008: Die Rote Zora (Kinofilm), Rolle: Nico
- 2008: In aller Freundschaft (Fernsehserie, Folge 407: Die Kraft der Gefühle)
- 2009: Liebe macht sexy (Fernsehfilm), Rolle: Thilo Funk
- 2011: SOKO Leipzig (Fernsehserie – Folge Kriegstage), Rolle: Lasse Dembinski
- 2011: Human Garden (Kurzfilm für das 48 Hour Film Project), Rolle: Geist
- 2012: Alarm für Cobra 11 – Die Autobahnpolizei (Fernsehserie), Rolle: Sturmies Bruder
- 2013: Das Märchen von der Prinzessin, die unbedingt in einem Märchen vorkommen wollte (Kinofilm), Rolle: Prinz Ermelin

## Theater (Auswahl)
- 2003: Raubkopie: Bei Banküberfällen wird mit wahrer Liebe gehandelt, Gastspiel des Schauspielhaus Zürich an der Volksbühne Berlin, Rolle: Erwachsener im Körper eines Jungen
- 2005: Schändung, Berliner Ensemble, Rolle: Mutius/Lukas
- 2008: Hobson’s Choice, Schultheater, Rolle: Hobson
- 2010: Einstein’s Dreams, Tanzprojekt an der Staatsoper Unter den Linden, Rolle: Tangotänzer